# Pinehurst (Idaho)
Pinehurst é uma cidade localizada no estado americano de Idaho, no Condado de Shoshone.

## Demografia
Segundo o censo americano de 2000, a sua população era de 1661 habitantes.
Em 2006, foi estimada uma população de 1614, um decréscimo de 47 (-2.8%).

## Geografia
De acordo com o United States Census Bureau tem uma área de
2,8 km², dos quais 2,8 km² cobertos por terra e 0,0 km² cobertos por água.

## Localidades na vizinhança
O diagrama seguinte representa as localidades num raio de 36 km ao redor de Pinehurst.